# Fokker C.VIII

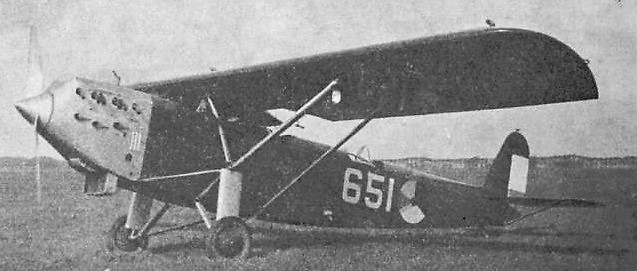
Fokker C.VIII

De Fokker C.VIII is een militair vliegtuigtype van de Nederlandse vliegtuigfabrikant Fokker.
Het toestel ontstond uit de wens van de Luchtvaartafdeeling (LVA) een nieuw vliegtuig voor strategische verkenning in gebruik te nemen. Door Fokker werd dit toestel gedurende 1927 ontwikkeld, hierbij sterk rekening houdend met de wensen van de LVA. Het toestel werd een hoogdekker en had drie zitplaatsen, voor de piloot en twee waarnemers. Voor de verdediging waren twee flexibele machinegeweren en een derde in de neus. Bovendien moest het toestel ingezet kunnen worden als lichte bommenwerper of toegerust met torpedo's kunnen worden.
Het toestel voldeed echter niet aan de wensen van de piloten, ondanks het goed uitgewerkte eisenpakket. De LVA kocht uiteindelijk slechts één toestel. Uitgerust als watervliegtuig (zie Fokker C.VIIIw) had het type meer succes; tussen 1930 en 1934 werden negen toestellen geleverd aan de Marine Luchtvaartdienst. Vijf toestellen wisten in mei 1940 naar Engeland uit te wijken, waar ze na korte tijd werden gesloopt.

## Specificaties
- Type: Fokker C.VIII
- Fabriek: Fokker
- Rol: Verkenningsvliegtuig
- Bemanning: 3
- Lengte: 11,15 m
- Spanwijdte: 14,03 m
- Hoogte: 3,15 m
- Vleugeloppervlak: 35,0 m²
- Leeggewicht: 1550 kg
- Maximum gewicht: 2400 kg
- Motor: 1 × Hispano-Suiza 12Lb watergekoelde V-12, 450 kW (600 pk)
- Propeller: tweebladig
- Eerste vlucht: 1928

Prestaties
- Maximumsnelheid: 228 km/u
- Vliegbereik: 650 km
- Plafond: 5800 m
- Klimsnelheid: 5,5 m/s

Bewapening
- Geschut: 3 × 7,9 mm machinegeweer